# Peter Wellen
Peter Hermannus Hendrikus Wellen (Emmen, 16 september 1966) is een Nederlands rooms-katholiek priester en vicaris-generaal van het bisdom Groningen-Leeuwarden.

## Levensloop
Wellen groeide op in Emmen. Na zijn middelbare school volgde hij een administratieve opleiding. Vanaf december 1986 begon hij voor tien jaar te werken bij projectmeubelbedrijf Emmein BV in Emmen. Hij begon in 1992 met zijn priesteropleiding aan het seminarie Bovendonk in Hoeven. Hij deed daarnaast veel vrijwilligerswerk bij de St. Willehadusparochie te Emmer Compascuum. Vanaf september 1996 liep hij twee jaar stage bij de Heilige Geestparochie te Heerenveen. Hij werd op 9 mei 1998 tot diaken gewijd en op 24 oktober in datzelfde jaar wijdde bisschop Möller hem in de Sint-Jozefkathedraal in Groningen tot priester.

## Kerkelijke loopbaan
Wellen was vanaf 1998 10 jaar lang werkzaam in de samenwerkende parochies van Oost Groningen. Op 9 september 2006 is hij benoemd tot bisschoppelijk vicaris van het toenmalige bisdom Groningen. Op 1 oktober 2008 is hij benoemd tot pastoor in het samenwerkingsverband van de parochies van Uithuizen, Kloosterburen, Wehe-den Hoorn, Bedum en Delfzijl. Deze parochies werden bij de reorganisatie van de parochies in het bisdom Groningen-Leeuwarden samengevoegd tot de Heilige Liudgerparochie. Op 1 september 2011 werd Wellen benoemd tot vicaris-generaal. Daarnaast was hij ook werkzaam als waarnemend pastoor van de parochie van het Heilig Kruis in de Kanaalstreek en van de parochies van Groningen, Haren en Zuidhorn.

## Diocesaan administrator
Van 17 mei 2016 tot 3 juni 2017 is Wellen diocesaan administrator geweest van het bisdom Groningen-Leeuwarden in verband met het vertrek van bisschop De Korte naar het bisdom Den Bosch. Deze aanstelling eindigde op het moment van het innemen van de bisschopszetel door de bisschop Ron van den Hout op 3 juni 2017.
Sinds 26 augustus 2024 is Wellen wederom diocesaan administrator na het vertrek van mgr. Van den Hout naar Roermond.